# Groupe de NGC 3798
Le groupe de NGC 3798 est un trio de galaxies situé dans la constellation du Lion. La distance moyenne entre ce groupe et la Voie lactée est d'environ 58,0 Mpc (∼189 millions d'al). 

## Membres
Le tableau ci-dessous liste les trois galaxies du groupe indiquées dans l'article de A.M. Garcia paru en 1993. Ces mêmes trois galaxies sont aussi mentionnées dans un article publié par Abraham Mahtessian en 1998.
Il est étonnant que la galaxie NGC 3814 n'ait pas été incluse dans ce groupe par ces deux auteurs. En effet, elle est très rapprochée de NGC 3815 et sa distance de 57,4 Mpc à la Voie lactée est presque la même que la moyenne du groupe, soit 58,0 Mpc. Elle occupe la dernière rangée de ce tableau.
| Nom       | Class. | Type         | α (J2000.0)   | δ (J2000.0) | Vitesse radiale (km/s) | m    | Distance (Mpc) | Diamètre (kal) |
| --------- | ------ | ------------ | ------------- | ----------- | ---------------------- | ---- | -------------- | -------------- |
| NGC 3798  | SB0    | Lenticulaire | 11h 40m 13.9s | 24° 41′ 49″ | 3568 ± 3               | 12,1 | 57,2 ± 4,0     | 141            |
| NGC 3812  | E      | Elliptique   | 11h 41m 07.7s | 24° 49′ 18″ | 3601 ± 23              | 12,4 | 57,7 ± 4,1     | 98             |
| NGC 3815  | Sab    | Spirale      | 11h 41m 39.3s | 24° 48′ 02″ | 3700 ± 2               | 13,0 | 59,2 ± 4,2     | 115            |
| NGC 3814? | S0     | Lenticulaire | 11h 41m 27.7s | 24° 48′ 19″ | 3576 ± 20              | 14,7 | 57,4 ± 4,0     | 45             |

Le site DeepskyLog permet de trouver aisément les constellations des galaxies mentionnées dans ce tableau ou si elles ne s'y trouvent pas, l'outil du site constellation permet de le faire à l'aide des coordonnées de la galaxie. Sauf indication contraire, les données proviennent du site NASA/IPAC.